# Floriano Peixoto
Floriano Vieira Peixoto, brazilski maršal, * 30. april 1839, Ipioca, Alagoas, † 29. julij 1895, Barra Mansa, Rio de Janeiro.
Kot veteran vojne trojne aliase se je izkazal, tako da je bil leta 1891 izvoljen za podpredsednika Brazilije, nato pa je novembra 1891 postal drugi predsednik Brazilije. 
Leta 1893 je zadušil upor pomorskih častnikov in uporno seperatistično vojaško gibanje.
15. novembra 1894 je odstopil.